# Едгар Хилзенрат
Едгар Хилзенрат (на немски: Edgar Hilsenrath) е германски белетрист от еврейски произход, пресъздава главно живота си в условията на Холокоста.

## Биография
Едгар Хилзенрат е роден в Лайпциг в семейството на търговец евреин. Израства в Хале. През ноември 1938 г. той, майка му и по-малкият му брат бягат от антиеврейския погром, наречен „Кристалната нощ“. Отиват в Сирет в Буковина, (Румъния). Бащата трябва да ги последва, но избухването на войната прави това невъзможно. Стига до Франция, където оцелява през войната.
През 1941 г. Едгар Хилзенрат, брат му и майка му, както и всичките им приятели и близки от Сирет са откарани в гетото на Могильов-Подолски в окупираната румънска област Транснистрия. Когато през май 1944 г. гетото е освободено от Червената армия, Едгар Хилзенрат върви пеша до Сирет и оттам отива в Чернивци. С помощта на организацията Бен Гурион той и други оцелели евреи успяват с фалшиви паспорти да се доберат до Палестина. По пътя за Палестина, а също и там, Хилзенрат многократно е арестуван, но всеки път за кратко. В Палестина Хилзенрат преживява от случайна работа и никога не се чувства на родна земя. През 1947 г. решава да замине за Лион, където семейството му се е събрало. По желание на бащата изучава кожухарски занаят.
В началото на 50-те години Хилзенрат емигрира в Ню Йорк. Препитава се от случайна работа и същевременно пише първия си роман „Нощ“ (1964) (Nacht). При публикуването му в Германия възникват значителни проблеми, понеже опозицията в издателското ръководство от злонамереност го изтегля от пазара. По тази причина следващия роман „Нацистът и фризьорът“ (1977) (Der Nazi & der Friseur), възникнал в Мюнхен и Ню Йорк, Хилзенрат публикува най-напред на английски в САЩ. Този роман му донася световен успех и го утвърждава като писател – накрая и в Германия.
Заради немския език Едгар Хилзенрат се завръща в родината си през 1975 г. Оттогава живее в Берлин. Член е на немския ПЕН клуб.

## Награди и отличия (подбор)
- 1989: Награда Алфред Дьоблин (für Das Märchen vom letzten Gedanken)
- 1992: Heinz-Galinski-Preis
- 1994: „Награда Ханс Ерих Носак“
- 1996: Награда Якоб Васерман
- 1998: „Награда Ханс Зал“
- 2004: Награда Лион Фойхтвангер
- 2006: Deutscher Hörbuchpreis (für Der Nazi und der Friseur)
- 2006: Armenischer Nationalpreis für Literatur
- 2006: Ehrendoktorwürde der Staatlichen Universität Jerewan
- 2009: Prix Mémorable
- 2016: Hilde-Domin-Preis für Literatur im Exil